# سوزان آيسنبرج
سوزان آيسنبرج (بالإنجليزية: Susan Eisenberg)‏ هي ممثلة أمريكية، ولدت في 21 أغسطس 1964 برود آيلاند في الولايات المتحدة.

## وصلات خارجية
- سوزان آيسنبرج على موقع IMDb (الإنجليزية)
- سوزان آيسنبرج على موقع ميوزك برينز (الإنجليزية)
- سوزان آيسنبرج على موقع قاعدة بيانات الفيلم (الإنجليزية)